# Xavier Luri Carrascoso
Xavier Luri Carrascoso és un doctor en física i investigador de la Universitat de Barcelona. És catedràtic del Departament de Física Quàntica i Astrofísica de la UB i investigador de l'ICCUB/IEEC. Doctor en física per la Universitat de Barcelona i professor titular del Departament de Física Quàntica i Astrofísica. Ha desenvolupat la seva carrera professional en el marc de les missions espacials, i en especial de la missió Gaia de l'Agència Europea de l'Espai, de la qual va ser un dels proponents i en què forma part del comitè executiu del seu consorci de processament de dades (DPAC). Actualment és el coordinador del desenvolupament de l'arxiu de dades de la missió, que crearà un mapa en 3D de la nostra galàxia amb més de mil milions d'estels.